# Акацири
Акацирите (на старогръцки: Άκατίρων, Akatziroi, на латински: gens Acatzirorum) е национално племе от Хунския съюз.
Наричани са в източници Ak-Khazar, „Бели хазари“.
Техният крал Карадах или Карадак, Каридахос (Karadach или Karidachos) e в Хазарския каганат и става васал на Атила. Сменен е от Денгизих.
Вероятно са тракийско – скитското племе Агатирси (Agathyrsi), живяло в планините при Maris (Муреш) в областта Трансилвания.